# Great Glen

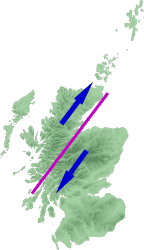
A Grande Falha da Escócia.

Great Glen (em gaélico escocês:  An Gleann Mòr), também conhecido como Glen Albyn' (em gaélico escocês:  Gleann Albainn) ou Glen More (em gaélico escocês:  An Gleann Mòr) é um vale estreito, reto e longo localizado na Escócia que corre por 100 km, de Inverness à beira de Moray Firth, até Fort William, na altura do Loch Linnhe.
O Great Glen segue uma grande falha geológica conhecida como Falha Great Glen. Ela divide as Terras Altas da Escócia nas montanhas Grampian para o sudeste e as Terras Altas do Noroeste. O vale é uma rota de viagem natural nas Terras Altas, que é usado tanto pelo Canal Caledoniano quanto pela estrada A82, que liga a cidade de Inverness na costa nordeste com Fort William na costa oeste. A estrada de ferro Invergarry e Fort Augustus foi construída em 1896 do extremo sul do vale para o extremo sul do Loch Ness, mas nunca foi estendida até Inverness. A ferrovia fechou em 1947.
Um desenvolvimento recente foi a abertura de uma rota de longa distância para ciclistas, canoologistas e caminhantes. Chamado o Great Glen Way, ele liga Fort William a Inverness. Oficialmente inaugurado em 30 de abril de 2002 pela HRH The Earl of Inverness, a rota é uma série de trilhas, trilhas florestais, caminhos e trechos ocasionais de estrada.